# 2018 AG37
2018 AG37 — віддалений транснептуновий об'єкт, відкритий на відстані 132,2 ± 1,5 а. о. від Сонця — далі, ніж будь-який інший відомий на початок 2021 року об'єкт Сонячної системи. Зображення 2018 AG37 отримане у січні 2018 року під час пошуку гіпотетичної дев'ятої планети. Підтвердження цього об'єкта було оприлюднено в пресрелізі в лютому 2021 року. Оцінений середній діаметр 400 км є майже нижньою межею для кандидатів у карликові планети. Останній перигелій цей транснептуновий об'єкт пройшов 8 січня 1758 року. На час відкриття об'єкт мав зоряну величину 25,3m. Абсолютна зоряна величина оцінюється в 4,22m.